# Зиверс, Эдуард
Эдуард Зи́верс (нем. Eduard Sievers; 25 ноября 1850, Липпольдсберг — 30 марта 1932, Лейпциг) — немецкий филолог-германист.

## Биография
Эдуард Зиверс родился 25 ноября 1850 года Липпольдсберге. Окончил университет в Лейпциге (1870). Профессор в Йене (с 1871), Тюбинген (с 1883), Галле (с 1887) и Лейпциге (с 1892). 
В 1890 году в Тюбингене Зиверс издал оставшийся после смерти коллеги Адальберта фон Келлера труд «Verzeichniss altdeutscher Handschriften».
Основные труды посвящены фонетике и грамматике, и истории немецкого языка, скандинавской и англосаксонской грамматике, психологии речи, стилистике и текстологии. Занимался исследованием и изданием памятников германских языков памятников немецкой литературы. Редактор журнала «Beiträge zur Geschichte der deutschen Sprache und Literatur» (1891—1906, 1924—1931).
Член-корреспондент Британской академии с 1909 года.
Эдуард Зиверс умер 30 марта 1932 года в городе Лейпциге.

## Работы
- Paradigmen zur deutschen Grammatik (1874);
- Der Heiland und die angelsächsische Genesis, (Галле, 1875);
- Zur Accent- und Lautlehre der german. Sprachen (1878);
- Grundzüge der Phonetik (5 издание, Лейпциг, 1901);
- Angelsächsische Grammatik (4 издание, Галле, 1921);
- Aitgermanische Metrik (2 издание, Страсбург, 1905);
- Metrische Studien, Bd 1-4 (Лейпциг, 1901—1919);
- Rhythmischmelodische Studien (Гейдельберг, (1912);
- Ziele und Wege der Schallanalyse (Гейдельберг, (1924 год);
- Die althochdeutschen Glossen, Bd 1-5, В., 1879—1882 (совместно с Элиасом Штейнмейером[4]).